# 五監
五監（ごげん）は、前近代の中国の官制において、中央政府の事務執行機関として存在した5つの部局のことである。
秦・漢の時代から歴史的に形成されてきたもので、九卿・九寺と並ぶ執務機関であった。のちに九寺と同様に、機能が尚書省の六部やその他の新設の官庁に奪われて形骸化し、国子監を残して消滅した。

## 隋唐の五監
国子監
儒学の普及督学に務めるために設けられた官庁。儒学を講ずる国子学・太学（共に中央の国営学問所。入学資格に違いがある）や律学、書学、算学など実務を担当する下級官吏を養成する学校を管理する。
少府監
たんに少府とも。職工に関する庶務を司る官庁。宮廷で用いられる皇帝・后妃・官僚の衣服や金属器を作り、貨幣の鋳造を行う。
将作監
土木工作に関する庶務を司る官庁。宮殿、城壁、役所などの建設を行う国営の土木事業機関。
軍器監
武具の製造と修理を司る官庁。被官に弩坊署と甲坊署をもち、弓矢・甲冑を製造する。
都水監
河川・港湾・堤防・運河など水利事業に関わる一切を司る官庁。漁労や水運、港を監督する。